# 팩랜드
팩랜드(Pac-Land, 일본어: パックランド)는 남코가 개발하고 배급한 1984년 횡스크롤 아케이드 플랫폼 게임이다. 미드웨이 게임스에 의해 북아메리카에서, 아타리 게임스에 의해 유럽에서 배급되었다. 팩맨을 컨트롤하면서 각 스테이지의 끝에 도달한 다음 페어리랜드의 자신의 본거지로 돌아와야 한다. 떨어지는 통나무 등의 장애물과 적을 피해야 한다.
팩랜드는 아케이드에서 상업적인 성공을 거두었으며 미국의 1985년 아케이드 게임들 중 톱 5 중 하나에 들었다.

## 평가
| 평론 점수      | 평론 점수                       |
| 평론사         | 점수                            |
| -------------- | ------------------------------- |
| CVG            | 90% (PCE) 92% (PCE) 7/10 (Lynx) |
| 패미츠         | 30/40 (PCE)                     |
| IGN            | 7/10 (Lynx) 6.5/10 (TG16)       |
| Computer Gamer | Positive (Arcade)               |

| 수상    | 수상                |
| 평론사  | 수상                |
| ------- | ------------------- |
| Famitsu | Silver Hall of Fame |